# Gid Tanner
James Gideon "Gid" Tanner, född 6 juni 1885 i Thomas Bridge, nära Monroe, Georgia, död 13 maj 1960 i Dacula, Georgia, var en amerikansk sångare och violinist. Tanner var en av de tidigaste stjärnorna inom det som senare kom att kallas countrymusik. Under 1920- och 1930-talen var Tanner aktiv i bandet Skillet Lickers, i vilket även Clayton McMichen (violin och sång), Dan Hornsby (sång), Robert Lee Sweat (gitarr) och Riley Puckett (gitarr och sång) var aktiva.

## Biografi
Vid 14 års ålder lärde sig Tanner att spela fiol och fick rykte om att vara en av de bästa musikerna i Georgia. Tidigt deltog han i fioltävlingar tillsammans med rivalen Fiddlin' John Carson. I mars 1924 reste Tanner och Puckett till New York för att göra skivinspelningar för Columbia Records. Så småningom gjorde Skillet Lickers över 100 inspelningar för Columbia Records innan gruppen splittrades 1931. Tanner upphörde med skivinspelningar 1934, men fortsatte att uppträda under lång tid. 